# Tenuta in ostaggio
Tenuta in ostaggio (Held Hostage) è un film per la televisione del 2009 diretto da Grant Harvey.

## Trama
Michelle, una madre single, viene improvvisamente rapita da tre uomini mascherati e tenuta misteriosamente in ostaggio nella sua casa. L'unico modo che ha per uscire da questa situazione, salvando la sua vita e quella della sua unica figlia, è di cedere alle richieste dei loro aguzzini, rapinando la banca presso cui lavora.

## Produzione
Il film TV è basato sulla storia vera di Michelle Renee, che ha scritto anche un romanzo al riguardo; Held Hostage: The True Story of a Mother and Daughter's Kidnapping. Le riprese sono state effettuate a Langley e Vancouver, in Canada.
Hal Foxton Beckett è stato candidato a un Leo Awards per le musiche del film TV.

## Distribuzione internazionale
- Stati Uniti: 19 luglio 2009
- Canada: 15 novembre 2009
- Francia: 22 maggio 2010
- Italia: 20 agosto 2011
- Svezia: 10 febbraio 2012